# Leslie Dixon
Pour l’article homonyme, voir Dixon.
Leslie Dixon est une scénariste et productrice américaine.

## Filmographie

### Cinéma
Scénariste
- 1987 : Une chance pas croyable
- 1987 : Un couple à la mer
- 1989 : Loverboy
- 1993 : Allô maman, c'est Noël
- 1993 : Madame Doubtfire
- 1997 : C'est ça l'amour (That Old Feeling)
- 1999 : Thomas Crown
- 2000 : Un monde meilleur
- 2003 : Freaky Friday : Dans la peau de ma mère (Freaky Friday), de Mark Waters
- 2005 : Et si c'était vrai...
- 2007 : Hairspray
- 2007 : Les Femmes de ses rêves
- 2011 : Limitless

Productrice
- 1989 : Loverboy
- 1990 : Madhouse (en)
- 1993 : Allô maman, c'est Noël
- 1997 : C'est ça l'amour (That Old Feeling)
- 2000 : Un couple presque parfait
- 2011 : Limitless
- 2014 : Gone Girl de David Fincher
- 2018 : Overboard de Rob Greenberg

## Distinctions
Nominations
- Saturn Award :
  - Saturn Award du meilleur scénario 2004 (Freaky Friday : Dans la peau de ma mère)